# 毛叶倒缨木
毛叶倒缨木（学名：Paravallaris yunnanensis）为夹竹桃科倒缨木属下的一个种。其种加词 yunnanensis 意为“云南的”。